# Ligne de Mertzwiller à Seltz
La ligne de Mertzwiller à Seltz est une ancienne ligne de chemin de fer française du Bas-Rhin. Elle reliait les gares de Mertzwiller (sur la ligne de Haguenau à Hargarten - Falck) et de Seltz (sur la ligne de Strasbourg à Lauterbourg) via Walbourg (sur la ligne de Vendenheim à Wissembourg). La ligne est aujourd'hui déclassée et déposée.
Elle constituait la ligne no 153 000 du réseau ferré national.

## Historique
La ligne est ouverte dans son intégralité le 1er novembre 1893 par la Direction générale impériale des chemins de fer d'Alsace-Lorraine.

### Fermeture
La fermeture s'effectue en plusieurs étapes :
- la section de Mertzwiller à Walbourg est fermée au service des voyageurs le 1er octobre 1947. Elle est déclassée le 12 novembre 1954 ;
- la section de Betschdorf à Hatten est fermée au service des marchandises en 1954 puis déclassée le 7 décembre 1965 ;
- la section de Hatten à Seltz est fermée au service des marchandises le 5 juillet 1971 puis déclassée le 17 septembre 1980 ;
- la section de Walbourg à Betschdorf est fermée au service des marchandises le 22 janvier 1989 et déclassée le 20 septembre 1995.

En 1962, la section de Walbourg à Betschdorf est numérotée « ligne 33.3 » et désignée en tant que « Ligne Walbourg - Betschdorf » tandis que la section de  Hatten à Seltz est numérotée « ligne 33.9 » et désignée en tant que « Ligne Hatten - Seltz ».

## Caractéristiques
La ligne desservait les gares et haltes de Mertzwiller, Eschbach, Walbourg, Surbourg, Schwabwiller, Betschdorf, Rittershoffen, Hatten, Niederroedern et Seltz.
En gare de Walbourg, elle croisait la ligne de Vendenheim à Wissembourg et la ligne de Walbourg à Lembach.